# Вениамин Туделски
Вениамин Туделски (на испански: Benjamin de Tudela) e търговец и пътешественик от Навара.

## Пътешествия
От 1160 до 1170 г. пътешества от Испания през Южна Европа в Мала Азия, Грузия, Сирия, Палестина, Месопотамия и Иран, правейки няколко обиколки из тези земи.